# Nagrada hrvatskog glumišta za najbolje koreografsko ostvarenje u plesnoj predstavi
Popis dobitnika Nagrade hrvatskog glumišta u kategoriji najboljeg koreografskog ostvarenja u plesnoj predstavi. Nagrada se dodjeljuje svake dvije godine. 
2003./2004. Ksenija Zec

2005./2006. Staša Zurovac

2007./2008. Rajko Pavlić

2009./2010. Matija Ferlin

2011./2012. Snježana Abramović-Milković

2013./2014. Marjana Krajač

2015./2016. Bruno Isaković

2017./2018. Matija Ferlin

2019./2020. Mateja Bilosnić

2021./2022. Irma Omerzo

2023./2024. Alexandra Madsen